# Andrographis paniculata
Andrographis paniculata és una herba de la família acantàcies, que creix a l'Índia i Sri Lanka Actualment és àmpliament conreada al sud d'Àsia, on s'utilitza per al tractament d'algunes malalties infeccioses per les seves propietats com antibacterià. Les fulles i les arrels s'utilitzen bàsicament amb finalitats medicinals dins la medicina tradicional índia o aiurveda.
És una herba anual erecta molt amargant. De fet, a l'Índia es coneix la planta amb el nom maha-tita (literalment, ‘rei dels amargants’), i a Malàisia, és coneguda com a hempedu bumi que literalment significa ‘la bilis de la terra’, ja que és una de les plantes més amargues de la medicina tradicional índia.